# Replica Datte, Koi o Suru
Replica Datte, Koi o Suru (レプリカだって、恋をする。 Repurika Datte, Koi o Suru?) es una serie de novelas ligeras japonesas escritas por Harunadon e ilustradas por Raemz. La adaptación al manga, ilustrada por Momose Hanada, comenzará a serializarse en la revista Dengeki Maoh de ASCII Media Works en abril de 2023. Una adaptación de la serie de televisión de anime producida por Voil se estrenará en 2026.

## Personajes
Sunao Aikawa (愛川 素直 Aikawa Sunao?)
 Seiyū: Sumire Morohoshi
Nao (ナオ?)
 Seiyū: Sumire Morohoshi

## Contenido de la obra

### Novelas ligeras
La novela ligera fue escrito por Harunadon, Replica Datte, Koi o Suru se comenzó a publicarse bajo el sello editorial de novelas ligeras Dengeki Bunko de ASCII Media Works el 10 de febrero de 2023. Se han publicado cinco volúmenes hasta el 8 de agosto de 2025.
Durante su panel en Sakura-Con 2024, Yen Press anunció que había obtenido la licencia de la serie para su publicación en inglés, y que el primer volumen se lanzaría en septiembre de 2024.
| Volúmenes de novelas ligeras publicadas | Volúmenes de novelas ligeras publicadas | Volúmenes de novelas ligeras publicadas |
| Número                                  | Fecha de lanzamiento                    | ISBN                                    |
| --------------------------------------- | --------------------------------------- | --------------------------------------- |
| 1                                       | 10 de febrero de 2023                   | ISBN 978-4-04-914873-2                  |
| 2                                       | 7 de julio de 2023                      | ISBN 978-4-04-915008-7                  |
| 3                                       | 8 de diciembre de 2023                  | ISBN 978-4-04-915343-9                  |
| 4                                       | 10 de julio de 2024                     | ISBN 978-4-04-915694-2                  |
| 5                                       | 8 de agosto de 2025                     | ISBN 978-4-04-915908-0                  |

### Manga
Una adaptación al manga ilustrada por Momose Hanada comenzó a serializarse en la revista Dengeki Maoh de ASCII Media Works el 26 de abril de 2023. Los capítulos del manga se han compilado en tres volúmenes tankōbon a partir de diciembre de 2024.
| Volúmenes de manga publicados | Volúmenes de manga publicados | Volúmenes de manga publicados |
| Número                        | Fecha de lanzamiento          | ISBN                          |
| ----------------------------- | ----------------------------- | ----------------------------- |
| 1                             | 27 de noviembre de 2023       | ISBN 978-4-04-915377-4        |
| 2                             | 26 de junio de 2024           | ISBN 978-4-04-915809-0        |
| 3                             | 27 de diciembre de 2024       | ISBN 978-4-04-916181-6        |
| 4                             | 8 de agosto de 2025           | ISBN 978-4-04-916641-5        |

### Anime
Se anunció una adaptación a serie de televisión de anime durante el evento de transmisión en vivo "Dengeki Bunko Winter Festival 2025" el 16 de febrero de 2025. La serie será producida por Voil y dirigida por Ryuichi Kimura. Tomoko Shinozuka se encargará de la composición y la escritura de guiones, junto con Misaki Morie, y Eiji Abiko del diseño de personajes. Su estreno está previsto para 2026.

## Recepción
La serie ganó el Gran Premio en el 29º Premio de Novela Dengeki en 2022.